# Minaccia d'amore
Minaccia d'amore è un film del 1988 diretto da Ruggero Deodato con Charlotte Lewis.

## Trama
Una fotomodella inglese si trova a Roma per lavoro. Mentre tenta di ricontattare un ragazzo con cui è uscita, compone per errore, dal telefono pubblico di un bar, il numero di un centro d'ascolto per persone sole ormai chiuso da anni. Questo scatena le anime delle persone che si sono suicidate non trovando conforto nel centro d'ascolto. Il canale di comunicazione tra le anime dei defunti, che risiedono nei locali dismessi del centro d'ascolto, e la malcapitata sono proprio i telefoni, che incominceranno a non darle tregua e uccidono chiunque si metta tra loro e la ragazza. L'unico aiuto arriverà da un ragazzo, uno studente universitario, conosciuto da poco ma che capirà la situazione e aiuterà la protagonista a salvarsi. Per uscire dalla situazione in cui si è trovata catapultata la ragazza dovrà dare alle anime quello che era loro sempre mancato: il sentirsi amati. Da una cabina telefonica la protagonista comporrà, questa volta di proposito, il numero del centro d'ascolto, dicendo alle anime di amarle tutte. A quel punto le anime possono finalmente riposare in pace, e un liberatorio volo di piccioni si sprigiona dalle finestre del vecchio edificio che ospitava il centro d'ascolto.

## Colonna sonora
Le musiche sono di genere hard rock, composte da Claudio Simonetti.